# بلدة بيغ كريك (ميشيغان)
بيغ كريك (بالإنجليزية: Big Creek Township, Michigan)‏ هي بلدة تقع بولاية ميشيغان في الولايات المتحدة. تبلغ مساحتها 370.7 (كم²)، وترتفع عن سطح البحر 332 م، بلغ عدد سكانها 2827 نسمة في عام تعداد الولايات المتحدة 2010 حسب إحصاء مكتب تعداد الولايات المتحدة وتصل الكثافة السكانية فيها 7.6 نسمة/كم2.

## وصلات خارجية
- The US50 - Cities and Towns in Michigan State
- Michigan Cities and Towns, Facts, Map, Flag, Colleges, Government, and More